# شريدة المعوشرجي
شريدة عبدالله المعوشرجي (مواليد 1952) اقتصادي كويتي ، نائب رئيس مجلس الوزراء وزير الدولة لشؤون مجلس الوزراء منذ 28 يناير 2024.
شغل سابقاً عدد من المناصب منها: أمين عام مجلس الأمة الكويتي (1993-2007) ، ووزير المواصلات (2007) ووزير العدل ووزير الأوقاف والشؤون الإسلامية في الكويت (2012-2014) . لديه ماجستير إدارة أعمال من جامعة هارتفورد الأمريكية عام 1980. وهو شاعر وله الكثير من المؤلفات الأدبية والإسلامية ويعتبر من الأدباء المميزين في دولة الكويت. وله زاوية شعرية يومية على الصفحة الأخيرة في جريدة الوطن الكويتية وجريدة الشرق القطرية. أسس «جريدة الرؤية» التي أغلقت بعد ذلك. 

## المؤهلات العلمية الحاصل عليها
- بكالوريوس تجارة - جامعة الكويت 1974.
- ماجستير إدارة أعمال - جامعة هارتفورد - الولايات المتحدة 1980.

## الخبرة العملية
- باحث إداري في أمانة سر المجلس البلدي 1974 - 1980.
- مساعد أمين سر المجلس البلدي 1980 - 1983.
- الأمين العام المساعد للشئون الإدارية والمالية لمجلس الأمة 1983 - 1993.
- عضو فريق فك التشابك بين الجهات الحكومية.
- الأمين العام لمجلس الأمة 1993 وحتى 2007.
- عضو جمعية الأمناء العامين الدولية منذ عام 1993.
- رئيس جمعية الأمناء العامين للبرلمانات العربية منذ عام 1994.
- رئيس تحرير جريدة الدستور «أسبوعية برلمانية تصدر عن مجلس الأمة» منذ 1997 وحتى 2007.
- عضو جمعية الصحافيين الكويتية منذ عام 1997.
- في 25 مارس 2007 صدر مرسومٌ بتشكيل الحكومة فعُين وزيراً للمواصلات ووزيراً الدولة لشؤون مجلس الأمة [2] وشغل المنصب حتى 30 يونيو 2007 حيث استقال من المنصب. [3]
- في 11 ديسمبر 2012 صدر مرسومٌ بتشكيل الحكومة حيث عًين وزيراً للعدل وزير الأوقاف والشؤون الإسلامية [4] وتم تجديد تعيينه في مرسوم تشكيل الحكومة في 4 أغسطس 2013 [5] وشغل المنصب حتى 6 يناير 2014 حيث أستقال من المنصب. [6]
- في 28 يناير 2024 صدر مرسومٌ أميري بتعيينه نائبًا لرئيس مجلس الوزراء ووزيرًا للدولة لشؤون مجلس الوزراء [7] وتم تجديد تعينه في مرسوم تشكيل الحكومة في 12 مايو 2024. [8]

## المؤتمرات
- جميع مؤتمرات الاتحاد البرلماني الدولي من عام 1993.
- جميع مؤتمرات الاتحاد البرلماني العربي من عام 1993.
- جميع الاجتماعات التنفيذية والعامة لجمعية الأمناء العامين للبرلمانات العربية.
- جميع مؤتمرات الأمناء العامين لدول مجلس التعاون الخليجية.

## المؤلفات
أولا: المؤلفات الإسلامية:
1. صيام التطوع.
2. صفة الجنة في الكتاب والسنة.
3. جولة مع الرعيل الأول من أمة الإسلام.

ثانيا: المؤلفات السياسية:
1. للأمة لا للثأر 1999.

ثالثا: المؤلفات الشعرية:
1. ديوان «سبعون دانة ودانة» - زهيريات 2000 الطبعة الأولى.
2. حوار القوافي - الجزء الأول - 2003 الطبعة الأولى.

رابعا: تأليف التلفزيوني:
1. قام بكتابة وتأليف مسلسل إخوان مريم وعرض على تلفزيون الكويت

## المشاركات الصحفية
- مقالات سياسية في الصحف والمجلات الكويتية والعربية.
- قصص قصيرة في مجلة العربي.
- زاوية شعرية يومية بعنوان «حوار القوافي» في جريدة الوطن الكويتية وجريدة الشرق القطرية.

### وصلات خارجية
موقع الشاعر شريدة المعوشرجي الرسمي